# Arxiu Històric del Comú d'Escaldes-Engordany
L'Arxiu Històric del Comú d'Escaldes-Engordany és un servei cultural amb funcions de biblioteca, hemeroteca i arxiu fotogràfic creat l'any 1982 pel comú d'Escaldes-Engordany, a Andorra. Té l'objectiu de conservar la documentació històrica i patrimonial d'aquesta parròquia d'ençà de 1711. La seva obra és especialment un conjunt de documents editats a Catalunya sobre les aigües termals, la Confraria de Paraires i de la seva administració i gestió parroquial. Des de l'any 1993 també disposa de tot l'arxiu relatiu a l'escriptora andorrana Isabel Sandy.